# Maloupark

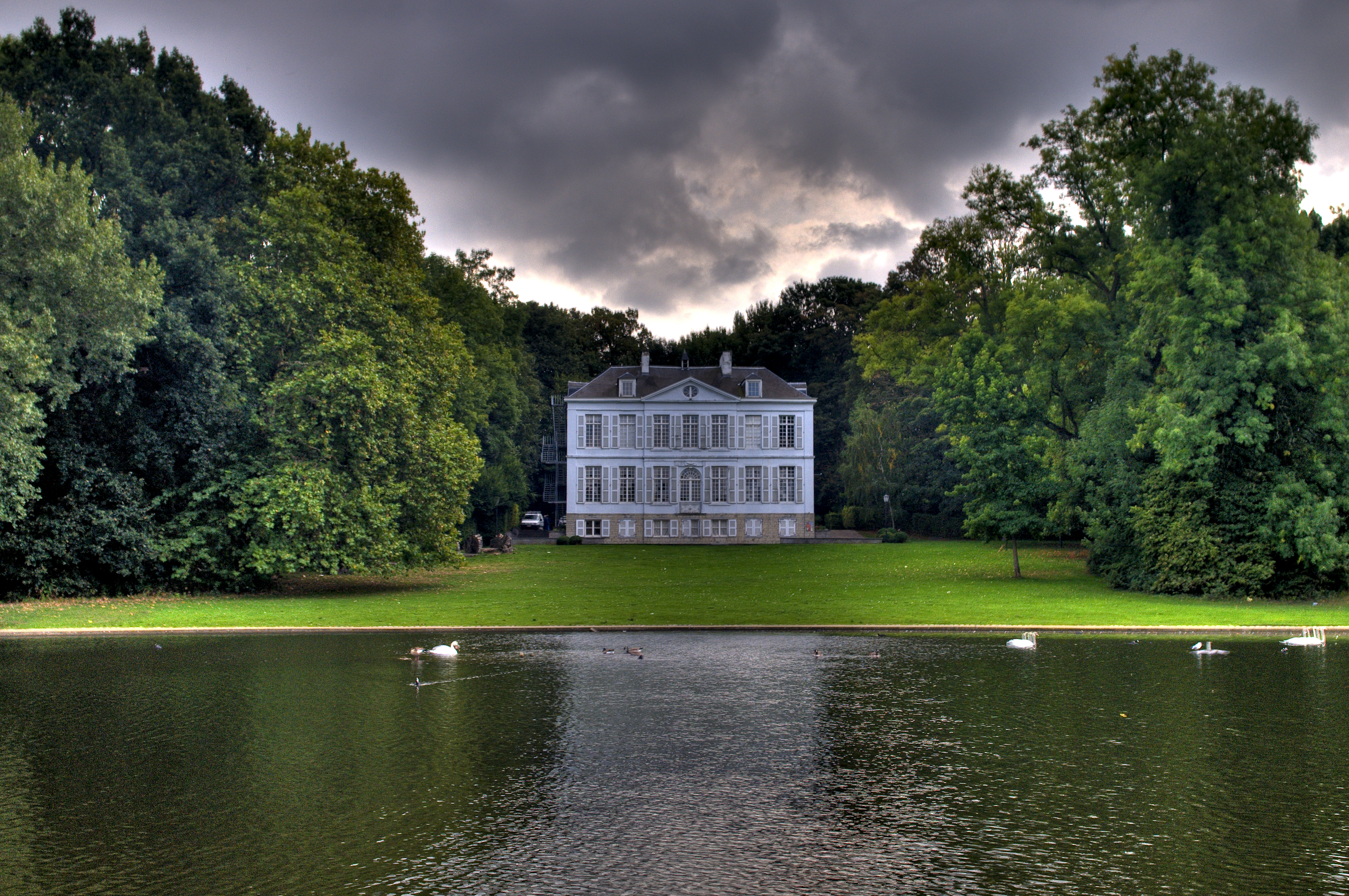
Maloupark en het Maloukasteel

Het Maloupark (Frans: Parc Malou) is een park in de plaats Sint-Lambrechts-Woluwe.
Dit park ligt langs de Woluwe die hier bovengronds loopt. In het park bevindt zich het Maloukasteel. Verder vindt men er de Lindekemalemolen.
Het park is tevens een natuurgebied. Er zijn tal van broedvogels en ook de zeldzame weidebeekjuffer wordt hier aangetroffen.
Tot de flora behoren onder meer daslook, slanke sleutelbloem, bosanemoon, gevlekte aronskelk, beekpunge en groot heksenkruid.